# Pangrapta duplicilinea
Pangrapta duplicilinea là một loài bướm đêm trong họ Erebidae.